# International Champions Cup 2014
International Champions Cup 2014 là giải bóng đá giao hữu mùa hè giữa các đội bóng chủ yếu đến từ châu Âu, được tổ chức ở Hoa Kỳ và Canada. Đây là mùa giải thứ hai nằm trong chuỗi trận giao hữu bóng đá quốc tế tổ chức vào mùa hè hàng năm. Giải đấu bắt đầu vào ngày 24 tháng 7 năm 2014 và kết thúc vào ngày 4 tháng 8 năm 2014. 8 đội bóng đến từ 4 quốc gia đã tham dự giải đấu.
Manchester United giành chiến thắng giải đấu lần này khi đánh bại Liverpool 3–1 trong trận chung kết trên sân vận động Sun Life tại Miami Gardens thuộc bang Florida vào ngày 4 tháng 8 năm 2014.
Trận đấu nổi bật nhất giữa Real Madrid và Manchester United tại sân vận động Michigan có sự tham dự của 109.318 khán giả, một kỷ lục cho một trận đấu bóng đá ở Hoa Kỳ.

## Các đội bóng
| Quốc gia    | Đội bóng          | Thành phố  | Liên đoàn | Giải đấu           |
| ----------- | ----------------- | ---------- | --------- | ------------------ |
| Anh         | Liverpool         | Liverpool  | UEFA      | Premier League     |
| Anh         | Manchester City   | Manchester | UEFA      | Premier League     |
| Anh         | Manchester United | Manchester | UEFA      | Premier League     |
| Ý           | Milan             | Milan      | UEFA      | Serie A            |
| Ý           | Roma              | Rome       | UEFA      | Serie A            |
| Ý           | Internazionale    | Milan      | UEFA      | Serie A            |
| Hy Lạp      | Olympiacos        | Piraeus    | UEFA      | Superleague Greece |
| Tây Ban Nha | Real Madrid       | Madrid     | UEFA      | La Liga            |

## Địa điểm
Cũng như ICC Cup 2013, giải đấu được tổ chức trên khắp Hoa Kỳ cùng một trận đấu duy nhất tại Toronto, Canada.
| Hoa Kỳ                                        | Hoa Kỳ                                         | Hoa Kỳ                                        | Hoa Kỳ                                        | Hoa Kỳ                                        | Hoa Kỳ                                        | Hoa Kỳ |
| Denver                                        | Berkeley, California                           | Landover, Maryland                            | Dallas                                        | Philadelphia                                  | Pittsburgh                                    |        |
| --------------------------------------------- | ---------------------------------------------- | --------------------------------------------- | --------------------------------------------- | --------------------------------------------- | --------------------------------------------- | ------ |
| Sports Authority Field tại Mile High          | Sân vận động Tưởng niệm California             | FedExField                                    | Cotton Bowl                                   | Lincoln Financial Field                       | Heinz Field                                   |        |
| Sức chứa: 76.125                              | Sức chứa: 62.467                               | Sức chứa: 79.000                              | Sức chứa: 92.100                              | Sức chứa: 69.176                              | Sức chứa: 65.500                              |        |
| 39°44′38″B 105°1′12″T / 39,74389°B 105,02°T   | 37°52′16″B 122°15′1″T / 37,87111°B 122,25028°T | 38°54′28″B 76°51′52″T / 38,90778°B 76,86444°T | 32°46′47″B 96°45′35″T / 32,77972°B 96,75972°T | 39°54′3″B 75°10′3″T / 39,90083°B 75,1675°T    | 40°26′48″B 80°0′57″T / 40,44667°B 80,01583°T  |        |
|                                               |                                                |                                               |                                               |                                               |                                               |        |
| Ann Arbor                                     | Chicago                                        | Thành phố New York                            | Minneapolis                                   | Charlotte                                     | Miami Gardens                                 |        |
| Sân vận động Michigan                         | Soldier Field                                  | Sân vận động Yankee                           | Sân vận động TCF Bank                         | Sân vận động Bank of America                  | Sân vận động Sun Life                         |        |
| Sức chứa: 109.901                             | Sức chứa: 63.500                               | Sức chứa: 54.251                              | Sức chứa: 50.805                              | Sức chứa: 74.455                              | Sức chứa: 74.918                              |        |
| 42°15′57″B 83°44′55″T / 42,26583°B 83,74861°T | 41°51′45″B 87°37′0″T / 41,8625°B 87,61667°T    | 40°49′45″B 73°55′35″T / 40,82917°B 73,92639°T | 44°58′34″B 93°13′30″T / 44,976°B 93,225°T     | 35°13′33″B 80°51′10″T / 35,22583°B 80,85278°T | 25°57′29″B 80°14′20″T / 25,95806°B 80,23889°T |        |
|                                               |                                                |                                               |                                               |                                               |                                               |        |

| Canada                                       |
| Toronto                                      |
| -------------------------------------------- |
| BMO Field                                    |
| Sức chứa: 21.566                             |
| 43°37′58″B 79°25′7″T / 43,63278°B 79,41861°T |
|                                              |

## Thể thức
International Champions Cup 2014 bao gồm 8 đội bóng chia làm hai bảng đấu A và B. Mỗi bảng có 4 đội, thi đấu vòng tròn một lượt tính điểm chọn đội nhất bảng thi đấu trận chung kết.
Các đội được 3 điểm cho một trận thắng trong thời gian 90 phút chính thức, 2 điểm cho một trận thắng sau loạt sút luân lưu, 1 điểm cho một trận thua sau loạt sút luân lưu và 0 điểm cho một trận thua sau thời gian thi đấu chính thức. Kết quả xếp hạng theo thứ tự như sau: số điểm sau các trận đấu vòng bảng, thành tích đối đầu, hiệu số bàn thắng bại, số bàn thắng.

## Vòng bảng

### Bảng A
| VT | Đội               | ST | T | H | B | BT | BB | HS | Đ | Giành quyền tham dự |
| -- | ----------------- | -- | - | - | - | -- | -- | -- | - | ------------------- |
| 1  | Manchester United | 3  | 2 | 1 | 0 | 9  | 3  | +6 | 8 | Vào chung kết       |
| 2  | Inter Milan       | 3  | 1 | 2 | 0 | 8  | 8  | 0  | 6 |                     |
| 3  | AS Roma           | 3  | 1 | 0 | 2 | 7  | 8  | −1 | 3 |                     |
| 4  | Real Madrid       | 3  | 0 | 1 | 2 | 6  | 11 | −5 | 1 |                     |

| Manchester United                    | 3–2    | AS Roma                        |
| ------------------------------------ | ------ | ------------------------------ |
| Rooney 36', 45+1' (ph.đ.) · Mata 39' | Report | Pjanić 75' · Totti 89' (ph.đ.) |

| Real Madrid                                     | 1–1    | Inter Milan                               |
| ----------------------------------------------- | ------ | ----------------------------------------- |
| Bale 10'                                        | Report | Icardi 68' (ph.đ.)                        |
| Loạt sút luân lưu                               |        |                                           |
| Isco · Lucas · Nacho · Illarramendi · Mascarell | 2–3    | Vidić · Nagatomo · M'Vila · Juan · Icardi |

| Manchester United                                 | 0–0    | Inter Milan                          |
| ------------------------------------------------- | ------ | ------------------------------------ |
|                                                   | Report |                                      |
| Loạt sút luân lưu                                 |        |                                      |
| Young · Hernández · Cleverley · Kagawa · Fletcher | 5–3    | Guarín · M'Vila · Taïder · Andreolli |

| Real Madrid | 0–1    | AS Roma   |
| ----------- | ------ | --------- |
|             | Report | Totti 58' |

| Inter Milan              | 2–0    | AS Roma |
| ------------------------ | ------ | ------- |
| Vidić 45' · Nagatomo 69' | Report |         |

| Manchester United              | 3–1    | Real Madrid      |
| ------------------------------ | ------ | ---------------- |
| Young 20', 37' · Hernández 80' | Report | Bale 27' (ph.đ.) |

### Bảng B
| VT | Đội             | ST | T | H | B | BT | BB | HS | Đ | Giành quyền tham dự |
| -- | --------------- | -- | - | - | - | -- | -- | -- | - | ------------------- |
| 1  | Liverpool       | 3  | 2 | 1 | 0 | 5  | 2  | +3 | 8 | Vào chung kết       |
| 2  | Olympiacos      | 3  | 1 | 1 | 1 | 5  | 3  | +2 | 5 |                     |
| 3  | Manchester City | 3  | 1 | 2 | 0 | 9  | 5  | +4 | 5 |                     |
| 4  | AC Milan        | 3  | 0 | 0 | 3 | 1  | 10 | −9 | 0 |                     |

| Olympiacos                                        | 3–0    | AC Milan |
| ------------------------------------------------- | ------ | -------- |
| Domínguez 16' · Diamantakos 49' · Bouchalakis 77' | Report |          |

| AC Milan    | 1–5    | Manchester City                                             |
| ----------- | ------ | ----------------------------------------------------------- |
| Muntari 42' | Report | Jovetić 12', 58' · Sinclair 14' · Navas 23' · Iheanacho 26' |

| Liverpool   | 1–0    | Olympiacos |
| ----------- | ------ | ---------- |
| Sterling 5' | Report |            |

| Manchester City                     | 2–2    | Liverpool                           |
| ----------------------------------- | ------ | ----------------------------------- |
| Jovetić 53', 67'                    | Report | Henderson 59' · Sterling 85'        |
| Loạt sút luân lưu                   |        |                                     |
| Kolarov · Touré · Navas · Iheanacho | 1–3    | Sturridge · Can · Henderson · Lucas |

| Olympiacos                                                                            | 2–2    | Manchester City                                                      |
| ------------------------------------------------------------------------------------- | ------ | -------------------------------------------------------------------- |
| Diamantakos 37', 66'                                                                  | Report | Jovetić 35' · Kolarov 89' (ph.đ.)                                    |
| Loạt sút luân lưu                                                                     |        |                                                                      |
| Lykogiannis · Dossevi · Kolovos · Ghazaryan · Papadopoulos · Bouchalakis · Papazoglou | 5–4    | Silva · Kolarov · Milner · Sinclair · Zuculini · Guidetti · Richards |

| AC Milan | 0–2    | Liverpool            |
| -------- | ------ | -------------------- |
|          | Report | Allen 17' · Suso 89' |

## Trận chung kết
| Manchester United                   | 3–1    | Liverpool           |
| ----------------------------------- | ------ | ------------------- |
| Rooney 55' · Mata 57' · Lingard 88' | Report | Gerrard 14' (ph.đ.) |